# Heterocerus marginatus
Heterocerus marginatus är en skalbaggsart som först beskrevs av Fabricius 1787.  Heterocerus marginatus ingår i släktet Heterocerus, och familjen strandgrävbaggar. Arten har ej påträffats i Sverige.

## Bildgalleri

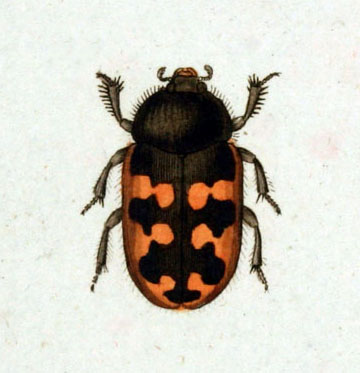
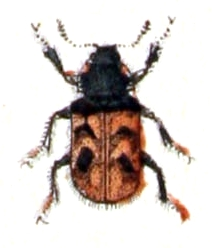